# 崎谷満
崎谷満（さきたに みつる、1954年-）は日本の医学者。京都大学大学院医学研究科博士課程修了（医学博士）。博士論文は「High affinity interleukin 2 receptors in HTLV-1-infected T cells can mediate signals for gene expression (HTLV-1感染T細胞において高親和性インターロイキン2受容体は遺伝子発現のシグナルを伝達できる) 」。長崎大学、京都大学での研究を経て、1997年にCCC研究所を設立し、所長に就任。以後、分子生物学がもたらすヒト集団の成立史の客観的分析に中心をおき、遺伝子のみならず言語学、考古学を統合して学際的解明に取り組んでいる。他方で、2011年には医療の実践家としての著作も書いている。

## 主要著作
- Genetic affinity among the Basque. Catalan and Welsh populations revealed by Y chromosome with reference to linguistic diversity. Vox Propria 5: 15-34(2003)
- Les nations et les langues dans I'archipel japonais. Vox Pria 9: 13-80(2007)
- 『日本列島の人類学的多様性』勉誠出版, 2003（共編著）
- 『DNAが解き明かす日本人の系譜』勉誠出版, 2005（単著）
- 『DNAでたどる日本人10万年の旅』昭和堂, 2007（単著）
- 『DNA・考古・言語の学際研究が示す新北海道史：アイヌ民族・アイヌ語の成立史』勉誠出版, 2008（単著）
- 『DNA・考古・言語の学際研究が示す新日本列島史：日本人集団・日本語の成立史』勉誠出版, 2009（単著）
- 『新日本人の起源：神話からDNA科学へ』勉誠出版, 2009（単著）
- 『ヒト癌ウイルスと日本人のDNA HTLV-1研究と分子腫瘍学・分子人類学が解明する「日本人」』勉誠出版, 2011（単著）
- 『癒しのシンフォニー―ある在宅ホスピスの記録』勉誠出版, 2011（単著）
- 『在宅緩和ケアと分子標的治療ハンドブック その現在と未来』勉誠出版, 2011（単著）
- 『新型コロナウイルスにどう向きあうか』昭和堂, 2020（単著）